# Bergolo
Bergolo (piemontiul: Bèrgoj) település Olaszországban, Piemont régióban, Cuneo megyében. Lakosainak száma 56 fő (2023. január 1.). Bergolo Cortemilia, Levice, Pezzolo Valle Uzzone és Torre Bormida községekkel határos.

## Népesség
A település népessége az elmúlt években az alábbi módon változott:
| Lakosok száma | 68   | 66   | 56   |
|               | 2017 | 2018 | 2023 |